# باولو أليكساندر سوزا ألفيس
باولو أليكساندر سوزا ألفيس (19 ديسمبر 1993 بلشبونة في البرتغال - ) هو لاعب كرة قدم برتغالي في مركز الوسط. لعب مع كابوسكورب ودوكسا كاتوكوبياس ‏.

## وصلات خارجية
- باولو أليكساندر سوزا ألفيس على موقع قاعدة بيانات كرة القدم.إي يو (الإنجليزية)
- باولو أليكساندر سوزا ألفيس على موقع Soccerway.com (الإنجليزية)